# Gentiana grandiflora
Gentiana grandiflora — багаторічна рослина з роду тирлич родини тирличевих. Низенька трава з малопомітним ланцетним листям і великими дзвоникуватими квітами насичено-синього кольору. Поширена в горах Центральної Азії та на півдні Сибіру. Зростає на високогірних луках, у гірській тундрі. Локально рідкісний вид, занесений до Червоної книги Алтайського краю. Маловідома лікарська і декоративна рослина.

## Етимологія
Латинська родова назва Gentiana походить від імені іллірійського царя Гентія, що жив у II столітті до н. е. Він прославився тим, що відкрив тонізаційну дію тирличу, яким успішно лікував інфекційні хвороби. Епітет grandiflora в дослівному перекладі означає «великоквітковий», він вказує на характерну особливість цього виду — непропорційно великі в порівнянні з листками квітки. Російська наукова назва горечавка крупноцветковая, з одного боку, також вказує на розмір квіток, а з іншого, нагадує про гіркий смак, притаманний цій рослині.

## Опис
Багаторічна трав'яниста рослина заввишки 0,5—4 см. Кореневище коричневе, повзуче, розгалужене, з пучками численних тонких корінців. Стебла численні, прямостоячі. Листки завдовжки 1—3 см і завширшки 2—6 мм, супротивні, сидячі, численні, бувають двох типів: прикореневі зібрані в густу розетку, а стеблові розвиваються на пагонах попарно, однак через загальну малу висоту рослини візуально другі від перших майже не відрізняються. Листкові пластинки ланцетні або вузьколанцетні, жолобчасті, цілокраї, гострі, голі, блискучі, яскраво-зелені, але часто бувають і жовтувато-зеленими.
Квіти правильні, двостатеві, розвиваються на кінцях коротких пагонів поодинці, однак у сукупності часто справляють враження пишного суцвіття. Зазвичай на одній особині їх буває до десятка. Оцвітина подвійна. Чашечка дзвоникувата, вузька, завдовжки 12—25 мм. Її зубці удвічі-тричі коротші за трубочку, однакові, ланцетні, загострені, по краях плівчасті, виїмки між зубцями тупі. Віночок завдовжки 3,5—6 см, під зівом завширшки 13—18 мм, дзвоникувато-лійчастий. Лопаті віночка яйцеподібні або широкояйцеподібні, тупі, цілокраї або ледь зубчасті, в 7—8 разів коротші за трубочку, проміжні частки широкі, заокругленні, зубчасті або глибоко надрізані, в 1,5—4 рази коротші за лопаті. Найчастіше представники цього виду мають квіти насичено-синього кольору (відтінку індиго), але також можуть бути темно-синіми, бузковими, рідше — білими. У деяких особин забарвлення нерівномірне: по краях і між лопатями віночок світліший. Проте незалежно від кольору зовні він завжди має 5 зелених смуг, а в зіві — шестипроменеву зірчасту пляму: її основа жовта, а краї білі з тонкою жовтою облямівкою, що переходить у крихітні цятки. Тичинки з трохи розширеними при основі тичинковими нитками і вільними пиляками. Лопаті приймочки ланцетні. Стовпчик довгий, дорівнює висоті зав'язі. Зав'язь лінійна, на довгій ніжці.
Плід — коробочка на ніжці, що виступає над віночком на 3—6 мм; формою довгаста чи яйцеподібна, звужена з обох кінців.
Число хромосом 2n = 26.

## Поширення та екологія
Ареал Gentiana grandiflora відносно невеликий, обмежений півднем Сибіру і Центральною Азією, де ця рослина зростає виключно в горах. Зона розповсюдження виду охоплює Чулишманське і Станове нагір'я, плоскогір'я Укок, Алтайські гори, Джунгарський Алатау, Саяни, Монгольський Алтай, хребти Танну-Ула і Хамар-Дабан. На південь цей тирлич проникає аж до Тибету включно.
Через свій крихітний розмір Gentiana grandiflora у природі віддає перевагу відкритим біотопам з низьким і розрідженим травостоєм. Типовими оселищами цієї рослини є високогірні альпійські луки і гірські тундри з мохово-лишайниковим покривом. Також вона охоче заселяє морени, кам'янисті схили, осипи. Значно рідше її можна побачити на луках субальпійського поясу і в верхній частині лісового поясу.
Рослина світлолюбна, дуже морозостійка, помірно вологолюбна (мезофіт), потерпає від повітряної та ґрунтової посухи. Розмножується вегетативно і насінням, але у природі переважає насіннєвий спосіб. Квітне у травні  — серпні. Плодоносить у серпні  — вересні.

## Значення
Gentiana grandiflora належить до лікарських рослин. В народній медицині її застосовують, головним чином, як тонізаційний і протисклеротичний засіб при судинних хворобах, захворюваннях інфекційного генезу, болях у суглобах. Рідше її вживають при лікуванні кашлю, жовтяниці, проносу, як жарознижувальний і протиглисний засіб. За давніми свідоцтвами, відвар цієї трави вбиває вошей і зменшує свербіж шкіри. Лікарською сировиною служать кореневища або трава, зібрана під час цвітіння, причому кореневища вважають більш дієвими. У складі трав'яних зборів цей вид тирличу поширений в тибетській медицині, з нього готують гіркі відвари.
У декоративному садівництві ця рослина більш відома, ніж в медицині, однак в порівнянні з іншими видами декоративних тирличів (безстеблим, весняним, жовтим, тирличем-свічурником) все ж менш популярна. Це пояснюється тим, що в умовах рівнин цей високогірний вид потерпає від посухи та спеки, а тому в культурі, як правило, нестійкий. Зазвичай його висаджують на альпійських гірках, у кам'янистих садках. У культурі розмножують здебільшого поділом кореневищ.
Загалом цей вид знаходиться поза загрозою винищення. На більшій частині ареалу його популяції чисельні і стабільні, оскільки Gentiana grandiflora мешкає у високогір'ях, мало змінених людською діяльністю. Однак в окремих районах, як от наприклад, на Алтаї, ця рослина потерпає від надмірного випасання худоби. В російському Алтайському краї залишилось тільки 11 локальних осередків із загальною чисельністю в 1000—2000 особин; в найбільшому з них у верхів'ях річки Сентелек виявлено близько 500 рослин. З цієї причини Gentiana grandiflora включена до місцевої Червоної книги. Охорону цього виду здійснює ряд російських заповідників і заказників.

## Таксономія
Перший науковий опис Gentiana grandiflora склав відомий ботанік Ерік Лаксман у 1774 році за зразками, отриманими з Алтаю. У другій половині XX століття були спроби виділити цей вид в окремий рід ціміналіс, однак за сучасними поглядами він залишається приналежним до роду тирлич. Згідно з переліком таксонів на сайті The Plant List і базою рослин Алтайсько-Саянського екорегіону для цього виду зареєстровані наступні синоніми:
- Bilamista grandiflora Raf.;
- Ciminalis grandiflora (Laxm.) Zuev;
- Gentiana altaica Pall.[4];
- Gentiana longiflora Lam.;
- Varasia grandiflora (Laxm.) Soják — не чинний[1].